# Hôtel de Montigny
 (septembre 2020).
Pour les articles homonymes, voir Montigny.
L'Hôtel de Montigny est un hôtel particulier situé au n° 7 de la rue Montigny, à Aix-en-Provence, Provence-Alpes-Côte d'Azur, France.

## Historique
L’immeuble fut probablement construit au XVIIIe siècle.
Il s’agit de l’ancienne maison de la famille Fortis, qui a ensuite appartenu aux Lucas de Montigny, d’où son surnom.

## Architecture
L’ensemble est plutôt modeste pour un hôtel particulier aixois. La ferronnerie de la rampe d’escalier  du XVIIIe siècle est notable.